# Leopardo-das-neves
O leopardo-das-neves (Panthera uncia) é um felino do gênero Panthera que habita as grandes altitudes da Ásia central. Apesar do nome, trata-se de uma espécie diferente do leopardo (Panthera pardus). Distribui-se principalmente pelo Tibete, Nepal, Índia, Paquistão, Quirguistão, Tajiquistão, Butão e Oeste da china Pouco se sabe a respeito desse animal, que é arredio e solitário, sendo raramente visto por seres humanos. Em razão disso, os nativos da região chamam-no de "gato-fantasma". Casos de ataques a humanos são quase desconhecidos, por se tratar de uma espécie muito esquiva.

## Taxonomia

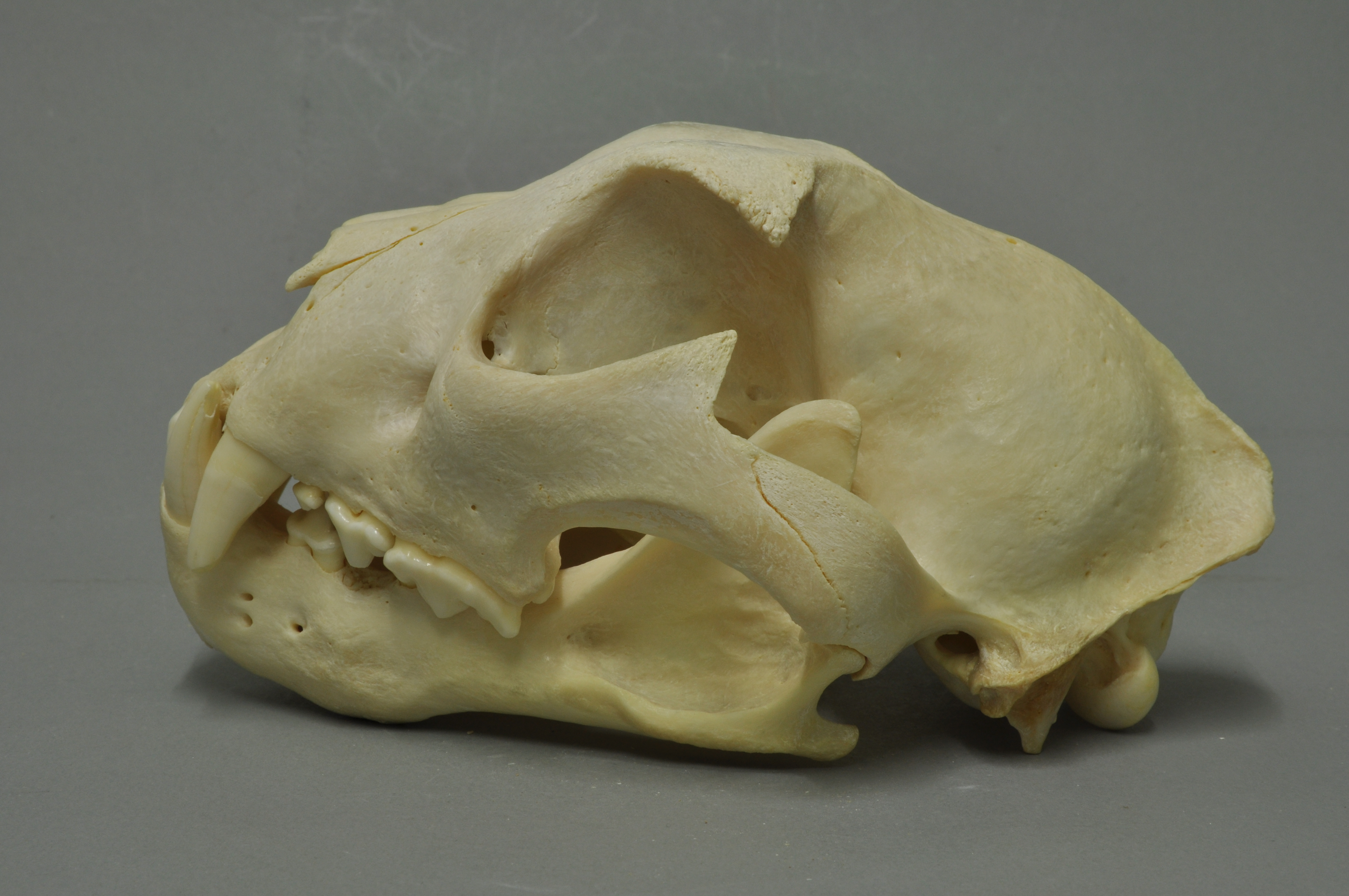
Crânio de leopardo-das-neves na coleção do Museu Wiesbaden

Felis uncia foi o nome científico usado por Johann Christian Daniel von Schreber em 1777, quando descreveu o leopardo-das-neves baseado em descrição anterior de Georges-Louis Leclerc, conde de Buffon, assumindo que o gato existia na Berbéria, na Pérsia, na Índia oriental e na China. Uncia foi proposto por John Edward Gray em 1854, que agrupou os gatos asiáticos com caudas longas e espessas neste gênero.
Felis irbis foi proposto por Christian Gottfried Ehrenberg em 1830, que descreveu a pele de uma fêmea de leopardo-das-neves coletada nas montanhas Altai na Sibéria. Ele afirmou que várias peles de leopardo tinham sido anteriormente identificadas erroneamente como leopardo-das-neves. Felis uncioides foi proposto por Thomas Horsfield em 1855 para uma pele de leopardo-das-neves apresentada ao Museu da Companhia Britânica das Índias Orientais.
Uncia uncia foi usado por Reginald Innes Pocock em 1930, quando ele revisou peles e ossadas de espécies do gênero Panthera presentes na Ásia. Ele também descreveu as diferenças morfológicas entre peles do leopardo (P. pardus) e do leopardo-das-neves. Panthera baikalensis-romanii foi proposto por um cientista russo em 2000 para uma pele de leopardo-das-neves marrom-escura do distrito de Petrovsk-Zabaykalsky, no sul da região Transbaikal.
Ela foi classificada por muito tempo no gênero monotípico Uncia. Desde que estudos filogenéticos revelaram a relação com as espécies do gênero Panthera, é considerada um membro deste gênero. Duas subespécies foram descritas com base em diferenças morfológicas, porém não havia nenhuma evidência genética entre as duas e a espécie passou a ser considerada monotípica. Resultados de um estudo filogeográfico publicado em setembro de 2017 indicaram que deviam ser reconhecidas três subespécies: P. u. uncia nos países alcançados pelas Montanhas Pamir, P. u. uncioides nos Himalaias e Chinghai, e P. u. irbis na Mongólia.

Dois possíveis cladogramas para a subfamília Pantherinae

### Filogenia
Baseado em uma análise filogenética da sequência de ADN que incluiu os felídeos vivos, o leopardo-das-neves forma um grupo-irmão com o tigre. O tempo da divergência genética desse grupo é estimado de 4,62 até 1,82 milhões de anos. O leopardo-das-neves e o tigre provavelmente divergiram entre 3,7 e 2,7 milhões de anos atrás. Panthera se origina mais provavelmente no norte e no centro da Ásia. Panthera blytheae, encontrado em escavações no oeste de Ngari, no Tibete, é a espécie de Panthera mais antiga conhecida e as características do seu crânio são similares às do leopardo-das-neves.
Um estudo de 2016 revelou que os genomas mitocondriais de leopardos-das-neves, leões e leopardos são mais similares entre si do que os  genomas nucleares, indicando que os ancestrais dos leopardos-das-neves hibridizaram com os dos leões e leopardos em algum ponto de sua evolução.

## Distribuição
Os leopardos-das-neves estão distribuídos esparsa e descontinuamente pelas montanhas da Ásia Central, com uma população de tamanho desconhecido. Habitam zonas alpinas e subalpinas, sendo encontrados em áreas de 3000 a 4500 metros acima do nível do mar. Durante o verão, podem ser encontrados em altitudes superiores a 5000 metros. São encontrados do leste do Afeganistão e os Himalaias até o sul da Sibéria, Mongólia e oeste da China. Em lugares mais setentrionais, também vivem em elevações menores.

## Características

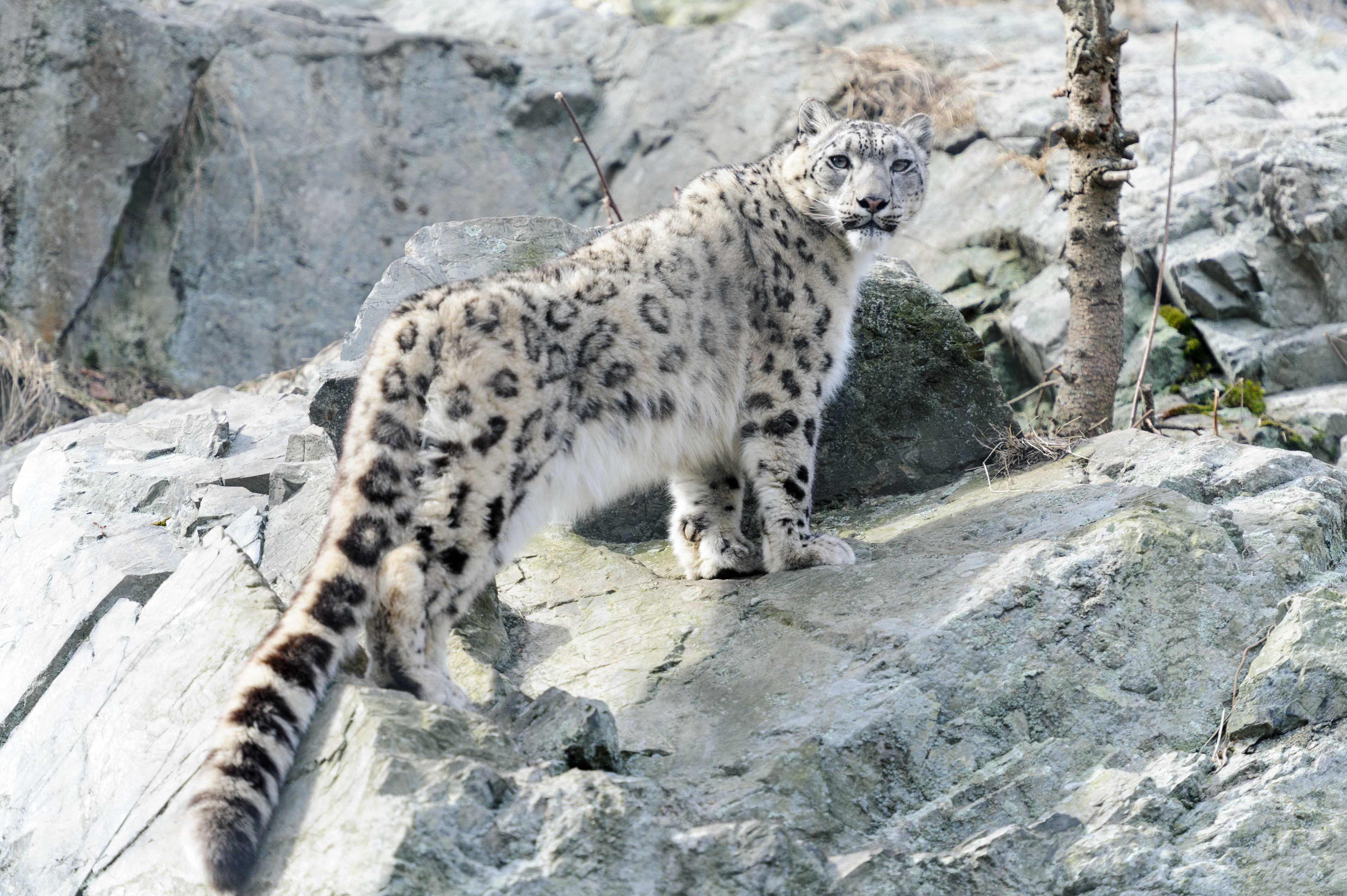
Leopardo-das-neves escalando rochas

São animais que medem até 1,30 metro de comprimento (da ponta do focinho ao início da cauda), sem incluir a cauda, que chega a 1 metro de comprimento. Fêmeas podem pesar até 40 kg e machos até 55 kg, A sua altura varia entre 55 e 65 cm. A coloração varia do cinza claro ao cinza escurecido, com as partes inferiores quase brancas. Todo seu corpo é recoberto por rosetas e manchas escuras, e o pelo é bastante longo. A cabeça é relativamente pequena (desproporcional) em relação ao corpo.
Os filhotes (em média três por ninhada) nascem em abrigos nas rochas, após um período de gestação de aproximadamente 103 dias. Pesam ao nascer aproximadamente 450 g e abrem os olhos após sete dias. Começam a ingerir alimento sólido aos três meses de idade.

## Alimentação

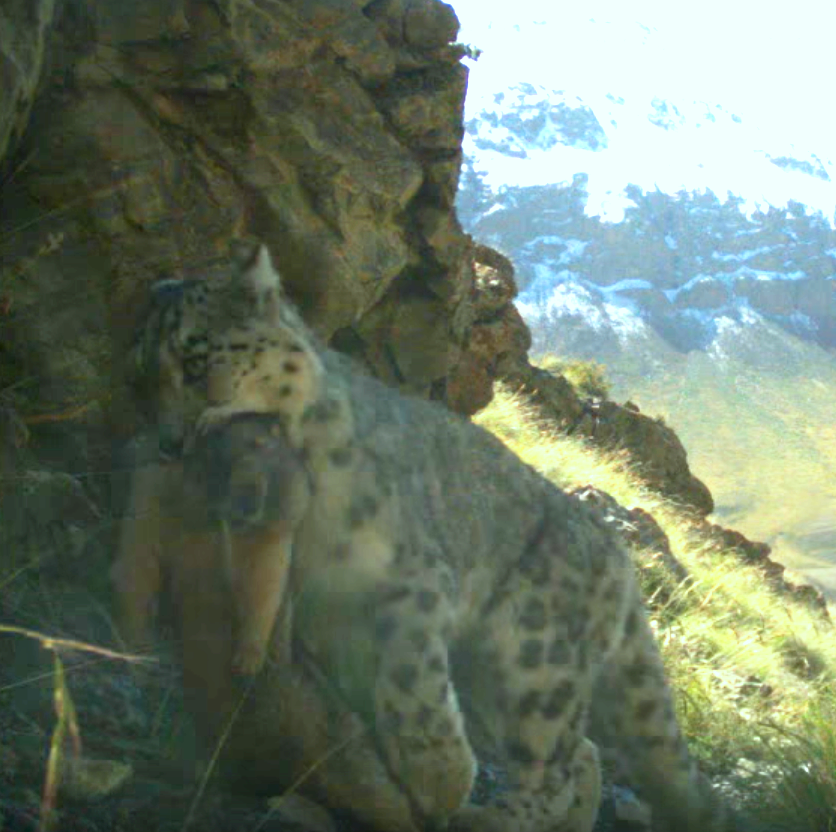
Leopardo-das-neves com uma marmota no Quirguistão

Esses animais são caçadores oportunistas, que podem predar desde um grande iaque (que pesa mais de 200 kg) até um pequeno veado almiscarado (que pesa somente 10 kg) e até outros predadores como o panda-gigantet(em áreas onde conviviam) e a raposa-tibetana. Tal comportamento é compartilhado com o tigre. Podem também predar aves como o faisão ou outros animais, como as marmotas, por exemplo. Trata-se de um animal pouco estudado, devido a seus hábitos reservados, à existência de poucos exemplares, à sua distribuição esparsa e às dificuldades das condições de seu habitat.

### Concorrentes
Apesar de o leopardo-das-neves ser um predador de topo de cadeia alimentar, possui alguma concorrência, como os lobos (Canis lupus). Apesar de não se encontrarem muito, quando o lobo invade a zona de caça do leopardo as duas espécies entram em conflito; ambos normalmente evitam combate, já que o leopardo é o animal dominante, mas, quando confrontado por uma alcateia, o leopardo foge. O urso-pardo também é uma ameaça séria e bem perigosa, sempre dominando os leopardos. Uma concorrência menos perigosa é a raposa-do-himalaia: sendo bem menor e mais fraca, quase não chega a ser concorrência, e sim uma presa.

## Estado de conservação

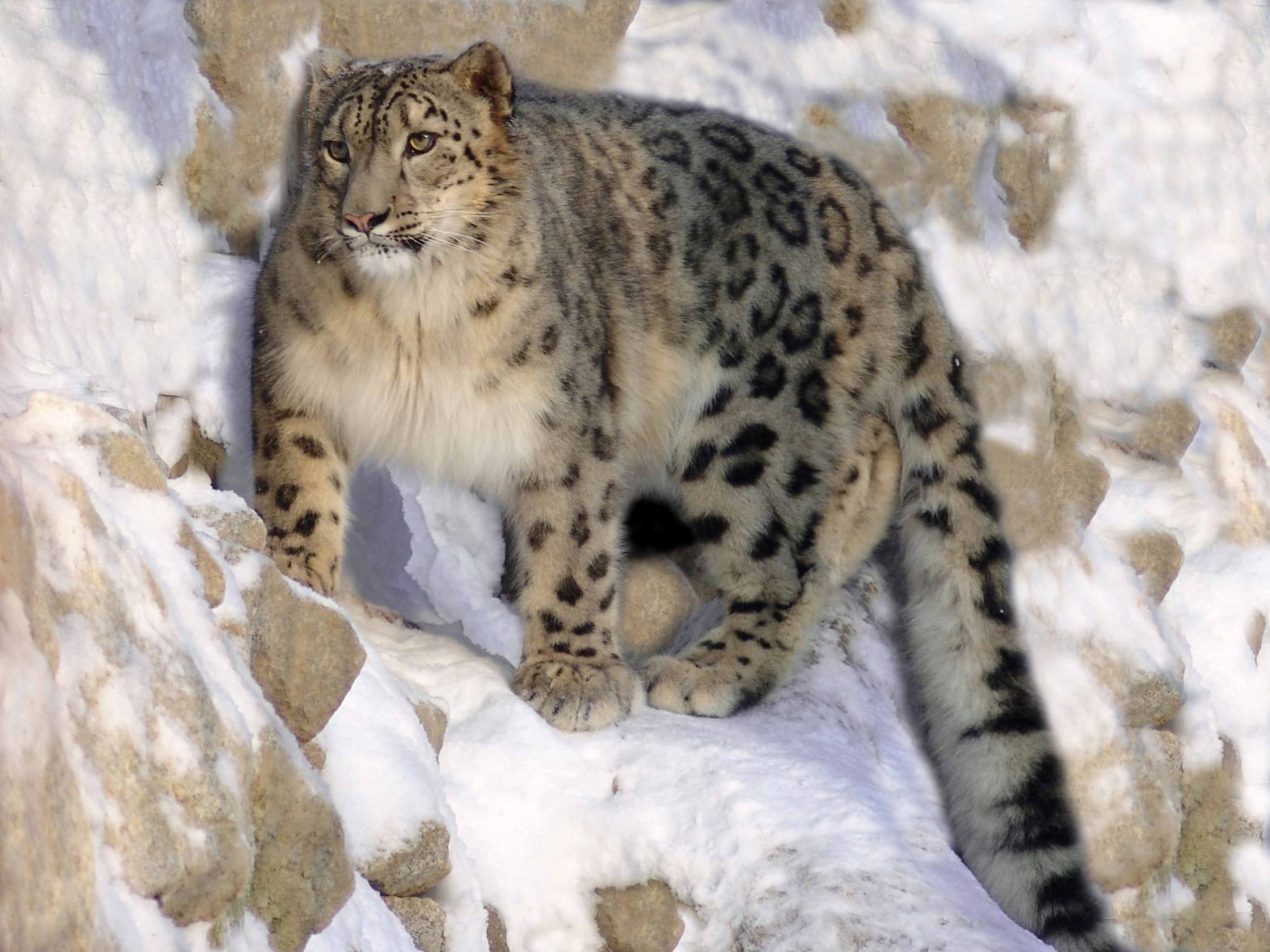
Panthera uncia.

A espécie possui de 4500 a 7500 espécimes na natureza e é alvo constante da caça clandestina. Uma pesquisa da WCS descobriu mais espécimes nos arredores do Corredor Wakhan, no nordeste afegão. É considerada Vulnerável na Lista Vermelha da IUCN. Há uma previsão que afirma que a espécie sofrerá um declínio populacional de 10% até 2040.